# Sœurs de saint Jean Baptiste
Les sœurs de saint Jean Baptiste (en latin : Sorores Sancti Ioannis Baptistae), parfois appelées les Baptistines, forment une congrégation religieuse féminine enseignante et hospitalière de droit pontifical.

## Historique
L'institut est fondé le 26 septembre 1878 à Angri par Alphonse Marie Fusco (1839-1910). Le 2 août 1888, la congrégation est reconnue par Mgr Luigi del Forno, évêque de Nocera. L'institut obtient le décret de louange le 24 juin 1917 et l'approbation par le Saint-Siège le 1er mars 1927 ; ses constitutions sont approuvées le 7 mai 1935.

## Activités et diffusion
Les Baptistines sont engagées dans l'enseignement, le soin des personnes âgées et des malades.
Elles sont présentes en:
- Europe : Italie, Moldavie, Pologne.
- Amérique : Argentine, Brésil, Canada, Chili, États-Unis, Mexique.
- Afrique : Afrique du Sud, Madagascar, Malawi, Zambie.
- Asie : Corée du Sud, Inde, Philippines.

La maison généralice est à Rome.
En 2017, la congrégation comptait 777 sœurs dans 132 maisons.